# マイケル・フィリップス
マイケル・フィリップス（Michael Phillips, 1943年6月29日 - ）は、1970年代にハリウッドで活躍した映画プロデューサー。

## 来歴
1973年、映画『スティング』により、当時の妻ジュリア・フィリップスおよびトニー・ビルと共にアカデミー作品賞を受賞した。夫婦での作品賞受賞は史上初であった。その後1976年にもマーティン・スコセッシ監督のアーバン・スリラー『タクシードライバー』を夫婦で製作、批評家から好評をもって迎えられ、同年のカンヌ国際映画祭でパルム・ドールを獲得した。翌1977年にはフィリップス夫婦に加えてクラーク・ペイローも製作に参加したスティーヴン・スピルバーグ監督のSF映画『未知との遭遇』を公開、これも好評で、興行的にも成功を収めた。フィリップス夫妻製作の映画は長く名作と謳われ、『スティング』はアカデミー賞獲得から25年後の1998年に全米製作者組合賞の殿堂入りの栄誉に輝いた。
とはいえ、同年輩のピーター・ボグダノヴィッチが前妻との別れの後低迷したように、ジュリアと決別後のフィリップスもアメリカン・ニューシネマ全盛期同様の活躍を収めることは興行的にも批評家たちの評価という意味でも二度となかった。製作作品数も劇的に減少し、エグゼクティブプロデューサーとしては最近20年間でわずか3作品を製作しているにすぎない。現在は「ライトハウス・プロダクション」の運営に当たっている。

## 代表的作品
- スティング The Sting （1973年）
- タクシードライバー Taxi Driver （1976年）
- 弾丸特急ジェット・バス The Big Bus （1976年）
- 未知との遭遇 Close Encounters of the Third Kind （1977年）
- フラミンゴキッド The Flamingo Kid（1984年）
- ラスト・ミムジー The Last Mimzy （2007年）